# رومان بروتاسوف
رومان بروتاسوف (بالروسية: Протасов, Роман Николаевич)‏ هو لاعب كرة قدم روسي في مركز الوسط، ولد في 10 مارس 1987 في سانت بطرسبرغ في روسيا. لعب مع نادي ترانز نارفا.